# Artista del popolo
Il titolo di Artista del popolo è un'onorificenza che, sul modello del titolo di Artista del popolo dell'Unione Sovietica, veniva o viene assegnata in ciascuna delle repubbliche dell'URSS, in altri paesi socialisti, nelle repubbliche post-sovietiche e in alcune repubbliche della Federazione Russa a personalità distintesi nel mondo del teatro, della musica e del cinema.